# Alojzije Gonzaga
Alojzije Gonzaga, (talijanski: Luigi Gonzaga, španjolski: Luis de Gonzaga, 9. ožujka 1568. – 21. lipnja 1591.) je bio talijanski aristokrat koji je postao član Družbe Isusove. Svetac je katoličke Crkve.

## Životopis
Gonzaga je rođen kao najstariji od sedmero djece, na dvorcu njegove obitelji u Castiglione delle Stiviereu, između Brescie i Mantove u sjevernoj Italiji u tadašnjem dio Vojvodstvu Mantove. Bio je najstariji sin Ferrantea Gonzage (1544. – 1586.), markiza od Casstiglione, i Mare Tane di Santene, kćeri baruna od Pijemontske Della Rovere obitelji. Njegova majka bila je dvorska dama kraljice Izabele, supruge Filipa II. Španjolskog.
Kao prvo-rođeni sin, bio je prvi u redu za nasljeđivanje očeve titule markiza. Njegov otac je želio da Alojzije postane vojnik, zbog toga što je obitelj stalno bio uključen u mnogo manjih ratova u regiji. Vojnu obuku započinje u ranoj dobi, dok je usporedno učio jezike i umjetnost. U dobi od 4 godine je dobio skup minijaturnih topova i pridružio se ocu na treningu da bi dječak mogao učiti "umijeće ratovanja." U dobi od pet godina, Alojzije je bio poslan u vojni kamp za početak svoje vojne karijere.
Odrastao je u jeku nasilja i brutalnosti renesansne Italije i svjedok je ubojstva dvojice njegove braće. Godine 1576., u dobi od 8 godina, bio je poslan u Firencu, zajedno sa svojim mlađim bratem, Rodolfom, služiti na sudu velikog vojvode Francesca I de Medicia i nastaviti daljnje školovanje. Dok je bio u Firenci, dobio je bolest bubrega, što je dovelo do problema kroz njegov život. Dok je bio bolestan, iskoristio je priliku da čita o svecima i da provodi puno vremena za molitvi. Na Blagovijest 1578. u jednoj se firentinskoj crkvi zavjetovao Majci Božjoj na doživotnu vjernost. 
Alojzije u Casstiglionu upoznaje kardinala Karla Boromejskog, od kojeg prima prvu pričest 22. srpnja 1580. Nakon što je pročitao knjigu o isusovačkim misionarima u Indiji Alojzije je snažno osjetio da i sam želi postati misionar. Počeo je prakticirati vjeru poučavanjem mladih dječaka katekizmu nastavu mladim dječacima. Također je u više navrata posjetio je stanove kapucina i Barnabita koji se nalazi u nalazi u Casale Monferratu. Počeo je također živjeti asketskim načinom života.
Obitelj je pozvana u Španjolsku 1581. kako bi pomogli Sveto Rimsko Carstvo carica Marije Hbasburške. Stigli su u Madrid u ožujku 1582. U tom trenutku, Alojzije je počeo ozbiljno razmišljati glede pridruživanja crkvenom redu. Želio se pridružiti kapucinim, ali imao je isusovca za ispovjednika u Madridu pa se odlučio pridružiti tom redu. Njegova majka je pristala na njegov zahtjev, ali je njegov otac bio bijesan i spriječio ga da to učini.
U srpnju 1584. obitelj se vraća u Italiju. Alojzije je još uvijek želio postati svećenik, ali je nekoliko članova njegove obitelj svim silama ga pokušavalo uvjeriti da se predomisli. Kad su shvatili da nema šanse da se odrekne svog plana, pokušali su ga nagovoriti da postane svjetovni svećenik, ponudivši mu da organiziraju biskupiju za njega. Ako on postane isusovac odreći će se prava nasljedstvo i visoki status u društvu. Njegova obitelj je pokušavala ga nagovoriti da se ne pridruži isusovcima, ali nisu uspjeli. Alojzije je još uvijek želio postati misionar.
Završio je novicijat u Družbi Isusovoj i poslije se nastavio školovati na tadašnjem rimskom učilištu iz kojega se poslije razvija Gregoriana. Na tom učilištu povjerio se duhovnom vodstvu Roberta Bellarmina, poslije kardinala i sveca.

## Vjerski život
U studenome 1585., Alojzije odustaje od svih prava nasljeđivanja, što je potvrdio i car. Otišao je u Rim i dobio audijenciju kod pape Siksta V.
Alojzija je zdravlje i dalje uzrokovalo probleme. Osim bolesti bubrega, također je patio od bolesti kože, kronične glavobolje i nesanice. Poslan je u Milano na studije, ali nakon nekog vremena poslan je natrag u Rim zbog zdravlja. 25. studenog 1587., uzeo je tri vjerska zavjete o čistoći, siromaštvu i poslušnosti. U veljači i ožujku 1588., počeo je studirati teologiju da se pripreme za ređenje. Godine 1589., bio je pozvan na Mantovu posredovati između njegovog brata, Rodolfa, i vojvode od Mantove. Vratio se u Rim u svibnju 1590. On je rekao da je kasnije te godine, imao viziju u kojoj mu je arkanđeo Gabrijel rekao da će umrijeti u roku od godinu dana.
Godine 1591., kuga izbija u Rimu. Isusovci su otvorili bolnicu za oboljene, i Alojzije je dobrovoljno počeo raditi tamo. 
Alojzije se potpuno dao pomagati siromasima te podižući jednog zaraženog bolesnika s ulice, i sam se zarazio.
3. ožujka 1591. (šest dana prije svog 23. rođendana), Alojzije pokazuje prve simptome zaraze. Bilo je vrlo vjerojatno da će umrijeti u kratkom vremenu, i on dobiva posljednju pomast. Na iznenađenje, on se oporavio, ali njegovo zdravstveno stanje je postalo još gore.
Dok je bio bolestan, više je puta razgovarao sa svojim ispovjednikom, kardinalom i kasnije svecem, Robertom Bellarmineom. Alojzije je imao još jednu viziju, i rekao Bellarmineu da će umrijeti na osmini blagdana Tijelova. Na taj dan, koji je pao 21. lipnja te godine, on je djelovao vrlo dobro u jutarnjim satima, ali je tvrdio da da će umrijeti prije nego dan završi. Kad je počeo slabiti, Bellarmine mu je dao posljednju pomast i recitirao molitve za umiruće. Umro je malo prije ponoći.
Čistoća je bio njegova značajna vrlina. Noć njegove smrti, karmelićanka, mistikinja Sveta Maria Magdalena de Pazzi je imala viziju njega u velikoj slavi, zbog njegova čistog života.

## Štovanje
Alojzije pokopan u crkvi Presvetog Navještenja, koja je kasnije postala Crkva Svetog Ignacija Loyole u Rimu. Njegovo ime je promijenjeno u "Robert" prije smrti, u čast svog ispovjednika. Mnogi ljudi su smatrali bi on trebao biti svetac ubrzo nakon njegove smrti. Glava mu je kasnije prenesena u baziliku koja nosi njegovo ime u Castiglione delle Stiviereu. Papa Pavao V. ga je 19. listopada 1605., samo četrnaest godina nakon njegove smrti, proglasio blaženim. Na dan 31. prosinca 1726., njega i drugog isusovačkkog novaka Stanislava Kostku kanonizirao je papa Benedikt XIII. Svetog Alojzija blagdan se slavi 21. lipnja, na dan njegove smrti.

## Zaštitnik
Papa Benedikt XIII. ga je 1729. proglasio zaštitnikom mladih studenata. Godine 1926. papa Pio XI. ga je imenovao zaštitnikom sve kršćanske mladeži. Katolička mladež uzela ga je za svoga zaštitnika zbog ustrajnosti u očuvanju čistoće i potpunoj posvećenosti Bogu, te zbog mladosti u kojoj je dosegnuo savršenstvo nasljedovanja Krista.
Zahvaljujući načinu njegove smrti, on je uvijek bio smatran zaštitnikom oboljelih od kuge. Za njegovo suosjećanje i hrabrost, Alojzije Gonzaga je postao zaštitnik oboljelih od AIDS-a i njegovih njegovatelja. Također je i zaštitnik grada Valmontone, gradića nedaleko od Rima. Svetac je zaštitnik i plemićke obitelji Rosselli Del Turco iz Firence.

## Ostalo
U umjetnosti, Alojzije je prikazan kao mladić u crnoj mantiji i albi. Njegovi simboli su ljiljan, koji označava nevinost, križ, koji se odnosi na pobožnosti i odricanje, lubanja, označavajući njegovu ranu smrt, i krunica, što predstavlja njegovu odanost Blaženoj Djevici Mariji. Nedugo nakon njegove smrti, na njegovo blagdan 1608., tri kćeri njegovog brata, Rodolfa, osnovale su pod njegovim patronatom, zajednicu žena posvećenih obrazovanju, pod formalnim nazivom Plemenite Djevice Isusove. Ova zajednica još uvijek postoji, iako je od 2012. trenutno smanjena na dva člana.
Prvi životopis sv. Alojzija Gonzage na hrvatskom jeziku je Šest nedilja na poštenje sv. Alojzija Gonzage isusovca Josipa Milunovića objavljen u Zagrebu 1759. godine.